# 2700099C18Rik
2700099C18Rik‏ (None) هوَ بروتين يُشَفر بواسطة جين 2700099C18Rik في الإنسان.